# 琵琶湖滨大津站
琵琶湖濱大津站（日语：／ Biwako-Hamaōtsu eki */?）是一位於日本滋賀縣大津市，隸屬於京阪电气铁道的鐵路車站，過往日本國鐵時代的東海道本線亦曾短暫地在此設有車站，但很快路段被降格為支線，及後更被撤線。
本站現時有兩條路線途經，其中京津線可與京都市營地鐵的東西線直通運轉，列車可直達至京都市的京都市役所及太秦天神川。同時車站附近是日本少見的鐵路／車路併用路面，其中京津線本站至上榮町一段約600米的路段，總長66米的京津線列車與普通汽車共用路面，是在《軌道運轉規則》中唯一獲得轄免，可准許在一般車用道路上行駛的鐵道列車。
在月台和列車廣播上，站名後均冠有「濱大津A-QUS」（車站旁的休閒商場）的附加站名，不過由於此非正式的副站名，在正式場合及所有站牌上均沒有相關的標示。

## 車站構造

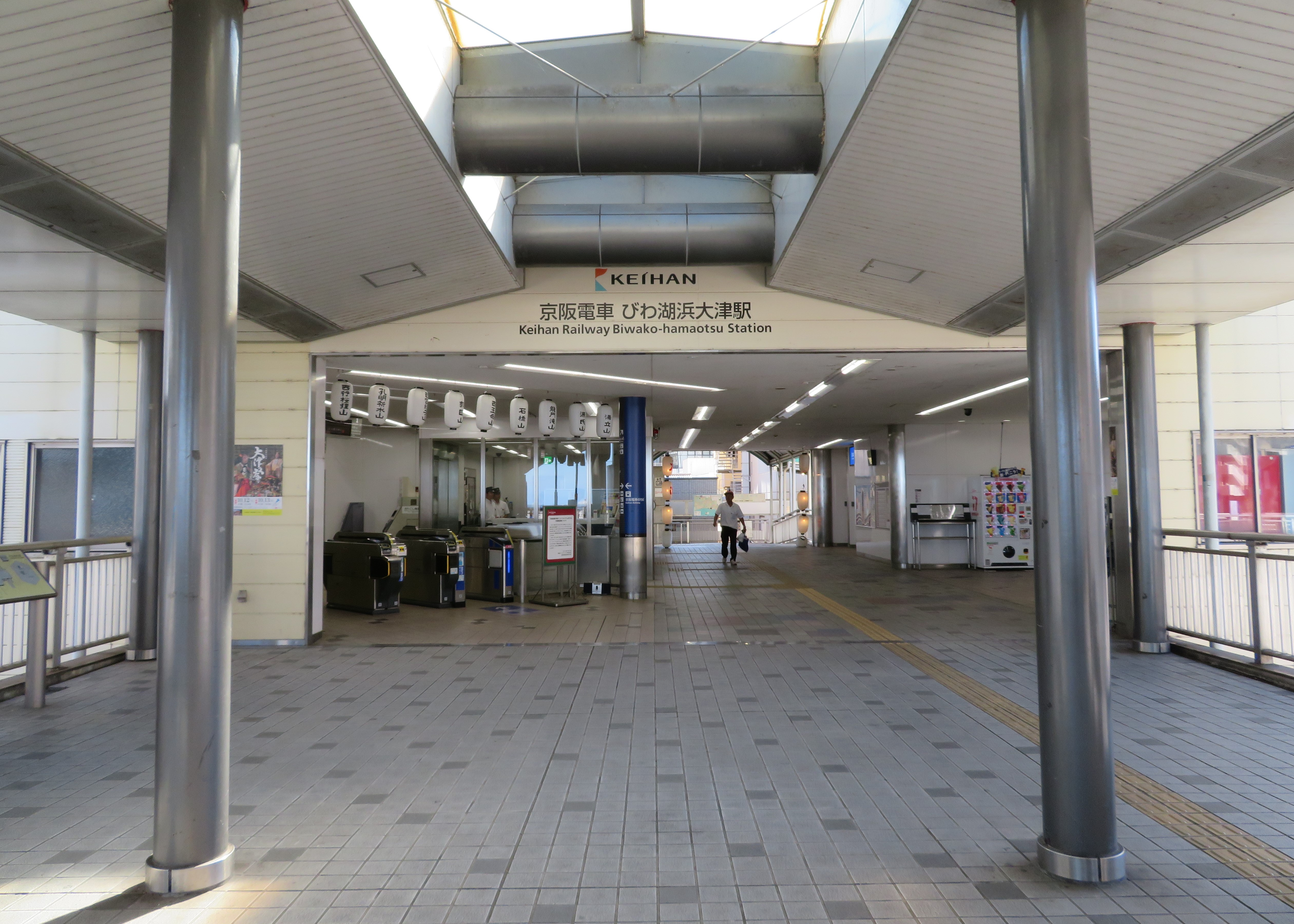
北口的車站入口及閘口。（2019年9月）

現時站舍採用跨站式站房設計，建於1981年。過往曾有多間鐵路公司在此設站，但隨部份路線停駛，所屬的車站用地亦因而棄用及荒廢。1980年，滋賀縣與大津市藉於翌年舉行國民體育大會時，決定將車站一帶的用地進行都市再開發計劃，把仍在營業中的車站統合起來，並在原江若鐵道的車站原址上建設新車站。
島式1面2線的地面車站。設有跨站式站房。閘口只有1個，並已自動化。
售票大堂及所有站務設施均設於跨線橋上，乘客透過四周的行人天橋連接至上層的車站入口，通過閘口後才沿樓梯返回位於地面上的車站月台乘車。

### 月台配置
| 月台 | 路線        | 方向 | 目的地                                                                                            |
| ---- | ----------- | ---- | ------------------------------------------------------------------------------------------------- |
| 1    | ■石山坂本線 | 下行 | 坂本、比叡山方向                                                                                  |
| 1    | ■京津線     | 下行 | 三條京阪、京都市役所前、太秦天神川方向 京阪線（出町柳、大阪（淀屋橋、中之島）；三條京阪轉乘）方向 |
| 2    | ■石山坂本線 | 上行 | 京阪膳所、京阪石山、石山寺方向                                                                    |
| 2    | ■京津線     | 上行 | （到站列車下車月台）                                                                              |

## 相鄰車站
京阪電氣鐵道
■京津線
上榮町（OT35）－琵琶湖濱大津（OT12）
■石山坂本線
島之關（OT11）－琵琶湖濱大津（OT12）－三井寺（OT13）

### 曾經存在的路線
日本國有鐵道
東海道本線支線
膳所－濱大津（舊：大津站）
江若鐵道
江若鐵道線
膳所－濱大津－三井寺下

## 外部連結
- 琵琶湖濱大津 - 京阪電氣鐵道